# Sport på Grönland
Sport på Grönland utövas av vart tredje skolbarn i åldern 11-17 år som är fysiskt aktivt minst en timme dagligen.[källa behövs]
Möjligheterna till nationellt tävlingsutbyte begränsas av klimatet och de geografiska avstånden mellan de spridda byarna längs den grönländska kusten, som kräver flygtransporter.

## Olika sporter
Längdåkning på skidor var länge den dominerande idrottsgrenen i Grönland. Traditionella idrotter som draghundssport och kajakrodd har också hög status. I takt med att idrottshallar vuxit fram i de flesta byarna i landet har man dock fått konkurrens av andra sporter. Den populäraste inomhusidrotten är handboll medan fotboll numera är den utomhussport som har flest utövare.

## Kalaallit Nunaanni Timersoqatigiit Kattuffiat
Grönlands Idrottsförbund, Kalaallit Nunaanni Timersoqatigiit Kattuffiat (KNTF) bildat 1953, består av nio specialidrottsförbund med över 200 klubbar och 15 000 medlemmar. KNTF ordnar grönländska mästerskap och ansvarar för Grönlands deltagande i de Arktiska vinterspelen. Förutom de ovan nämnda sporterna organiserar man badminton, volleyboll, bordtennis, taekwondo och karate.